# Cine 3D

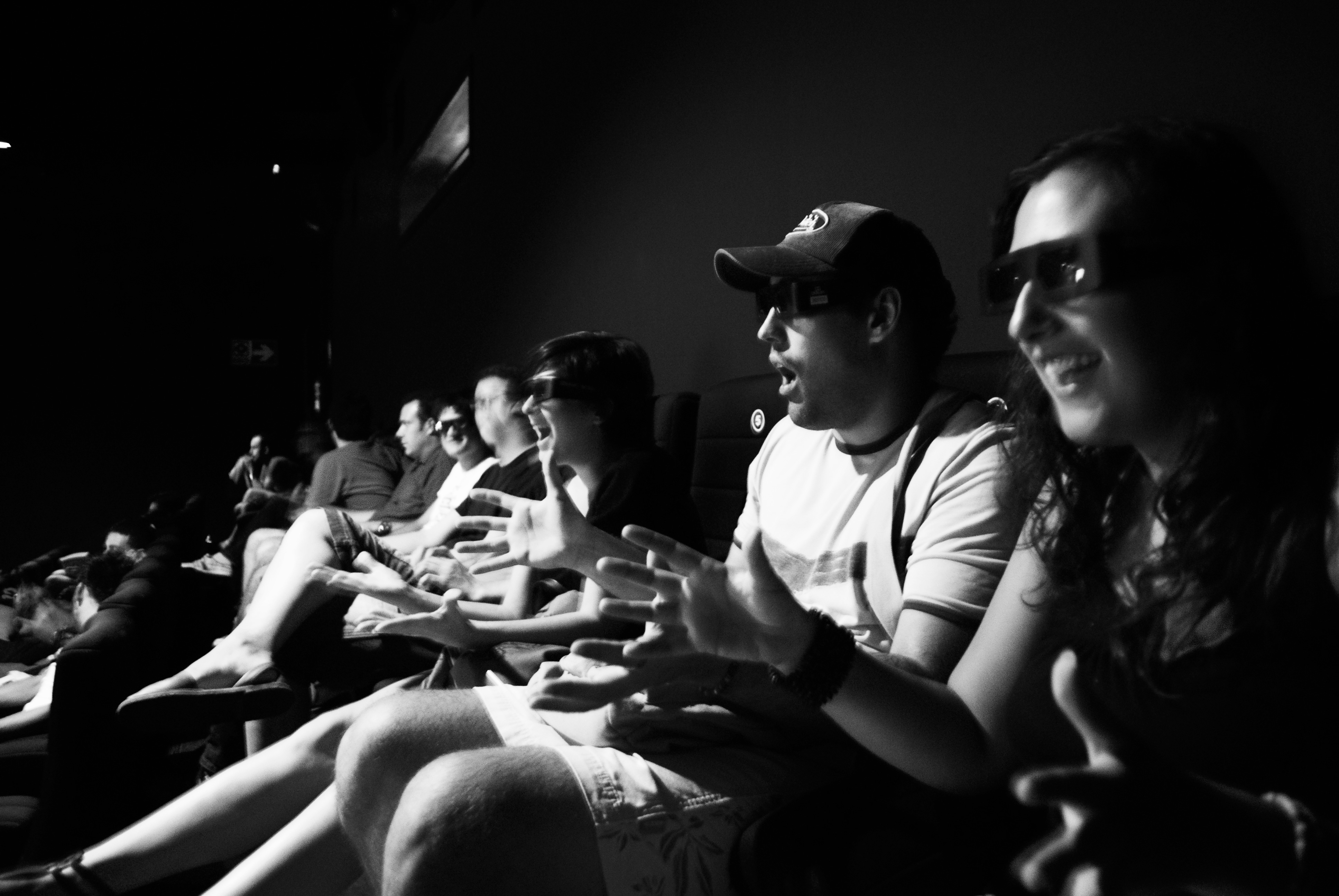
Público asistente a una proyección de cine 3D, con gafas 3D para su visualización.

Recibe la denominación de cine 3D la tecnología de filmación y proyección de cine para que simule la visión tridimensional humana real.
El fenómeno del cine resultó una innovación, la inquietud de un cine que pudiese reproducir las imágenes tal cual son visualizadas por el ojo humano fue inminente. La historia del cine data que, después del surgimiento de este medio (en 1895 con la primera proyección pública de la mano de los hermanos Lumière) se comenzó a plantear la posibilidad de dotar a este nuevo gran espectáculo con la tercera dimensión para que se hiciera más real.
Se sabía que el cerebro creaba la sensación de tridimensionalidad sumando las dos imágenes que recibía a través del ojo izquierdo y del derecho. Lo que faltaba, era crear una solución técnica que permitiera proyectar esas dos imágenes de forma separada para que el cerebro las uniera.

## Orígenes

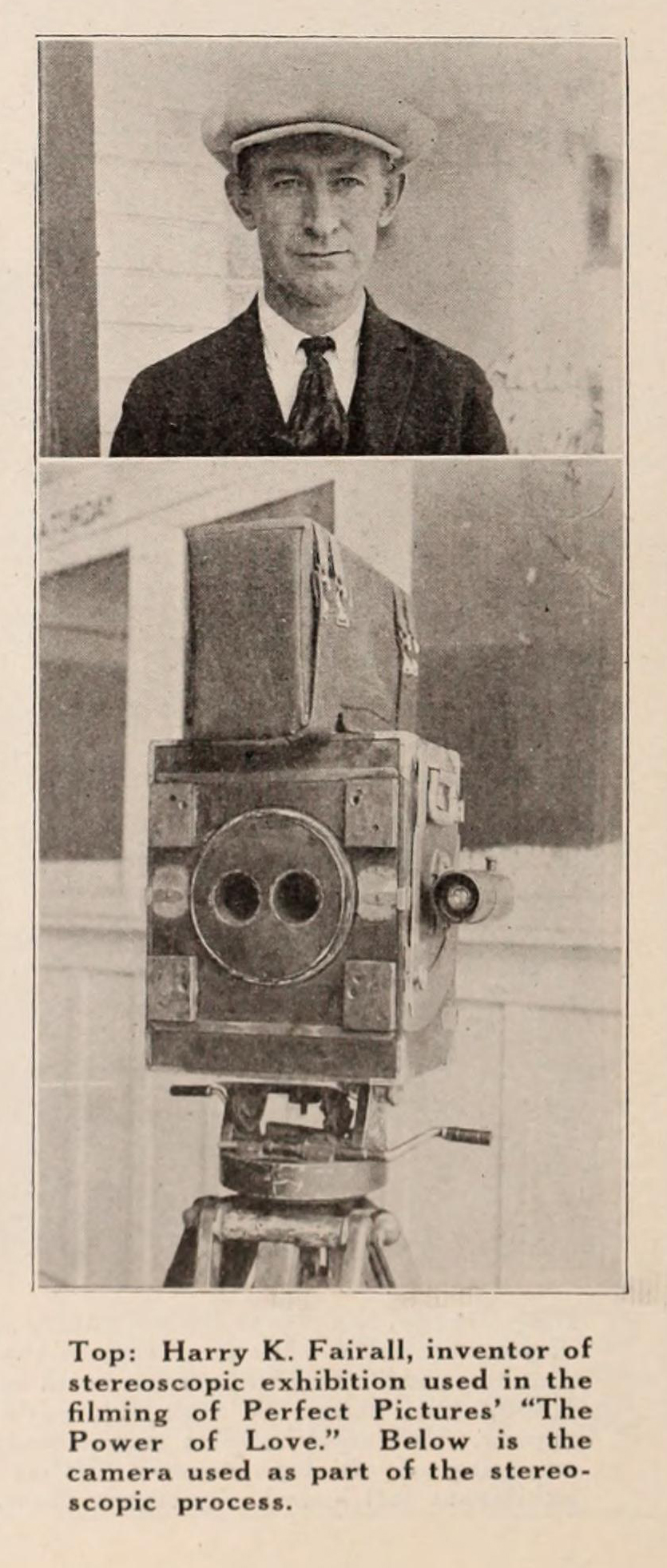
Harry Fairall y su cámara (1922).

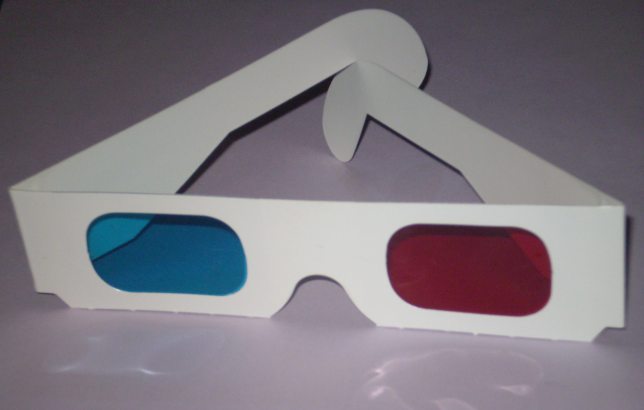
Clásicas gafas 3D, con filtros rojo y azul.

Entre 1890 y 1920 se crearon diferentes pruebas de sistemas cinematográficos en 3D, pero ninguno tuvo éxito por su complejo mecanismo. Los pioneros en esta nueva rama del cine fueron, principalmente, William Frieese-Greene, Frederic Eugene Ives, Edwin S. Porter y William E. Waden.
En 1923 llegó el primer largometraje en 3D aplicado por fotos a las salas comerciales de Los Ángeles. El director Harry K. Fairall y el camarógrafo Robert F. Elder, usaron el método de la triple proyección a partir de dos películas de celuloide, separando la imagen mediante los colores rojo y azul; donde cada color era captado solo por uno de los ojos, mediante unas gafas con cristales rojo y verde respectivamente. La película The Power of Love no tuvo ningún éxito pero fue el verdadero inicio del interés real por la cinematografía en 3D. Con la caída de Wall Street en 1928, el desarrollo del cine tridimensional se detuvo.
Hubo que esperar hasta 1944. Año en que la Metro Golden Mayer presentó algunos cortos rodados en 3D y que tuvieron bastante éxito. En Europa, Louis Lumière presentó su famoso film Llegada del tren en un cine 3D, vuelta a rodar con una cámara estereoscópica. El cine tridimensional ya se había introducido en la sociedad. También en la Alemania nazi se rodaron algunas pelìculas en este formato; fueron realizadas por un estudio independiente de la UFA, para el Ministerio de Propaganda dirigido por Joseph Goebbels.
Lo que faltaba, era la llegada del color. Aunque todas las películas en 3D se rodaban en color, el paso a la separación en colores rojo y azul (anaglifo) hacía que los espectadores obtuvieran una imagen en blanco y negro. La llegada de los filtros polarizadores patentados por Polaroid supuso un gran cambio, ya que no solo era posible revelar las películas en color sino que se sustituía el uso de las gafas con cristales de color rojo y azul por otras con filtros polarizados de Polaroid, que permitían ver los colores. El inconveniente de este sistema era que se proyectaba con dos proyectores simultáneamente sobre la misma pantalla, por lo que era difícil mantener la sincronización; cualquier reparación en una de las cintas debía repetirse en la otra. Además requería dos operadores en vez de uno y una pantalla especial, metálica para que mantuviera la polarización, que en una pantalla normal se perdería.
En 1953, se estrena House of Wax dirigida por Andre de Toth. Es un hito en la historia del cine tridimensional y de las técnicas utilizadas para crear esa experiencia envolvente en una sala de cine. Protagonizada por Vincent Price y una de las primeras películas en la cual Charles Bronson se le reconoce como actor.
En los años 1960 hubo estrenos ocasionales de películas en 3D, pero fue Arch Oboler quien se encargaría de su nuevo resurgimiento creando el nuevo sistema Space-Vision 3D que imprimía dos imágenes superpuestas en una sola tira de película y que permitía utilizar un único proyector equipado con una lente especial.
En 1970, la marca Stereo-Vision desarrolló otro sistema, en el que las imágenes eran comprimidas una al lado de la otra sobre una misma tira de película de 35 mm y proyectadas mediante una lente anamórfica a través de filtros Polaroid. Con este sistema se eliminaba el peligro de la desincronización.
En los años 1980, el formato IMAX supuso un nuevo despegue del cine en 3D, pero no duró mucho tiempo.

## Cine 3D en la actualidad (sigloXXI)
En los inicios del tercer milenio, el director James Cameron dio nueva vida a este formato con la película Misterios del Titanic, el primer largometraje en editarse en formato IMAX 3D en 2003.
Desde 2006, con la introducción del cine digital, se ha ido popularizado el llamado Digital 3D. Al principio solo se lanzaron películas renderizadas con CGI, puesto que es muy fácil extraer la información necesaria para obtener una imagen tridimensional. Posteriormente a medida que se creaban sistemas de cámaras de cine duales para captar la estereoscopía se fue introduciendo a las películas de imagen real. Fue Avatar la primera gran película en rodar imagen real en el nuevo formato digital (sin contar IMAX ni conversiones desde celuloide), aunque previamente ya se habían rodado conciertos que fueron exhibidos en los cines.
Algunos sistemas populares inicialmente fueron RealD, MasterImage, Dolby 3D, Xpand, IMAX, etc. Posteriormente RealD adquirió Masterimage. Posteriormente Dolby 3D dio paso a Dolby Vision en su versión 3D, la cual usa 2 proyectores láser simultáneamente (inicialmente eran 4 proyectores con lámparas de xenón), siendo el sistema con gafas más luminoso y con más gama de color de la actualidad.
El cine 3D digital tuvo mucha repercusión inicialmente e hizo que gran número de salas se preparasen para este sistema. El mayor revulsivo fue Avatar de James Cameron, pero otras películas como Toy Story 3, Cars 2, Kung Fu Panda 2, Linterna Verde, Transformers: el lado oscuro de la luna, El rey león, Los Pitufos, Harry Potter y las Reliquias de la Muerte: parte 1, The Amazing Spider-Man, Madagascar 3: Europe's Most Wanted y Don Gato y su pandilla, tuvieron sus versiones tridimensionales que atrajeron enormemente al público. La conversión más exitosa de una película inicialmente grabada en 2D y convertida a las 3D fue Titanic (1997), también de Cameron, en 2012. Posteriormente el cine 3D ha tenido un éxito más discreto, pero sigue teniendo su público fiel, aunque no es mayoritario, sigue haciendo rentables las versiones 3D de las películas. Además, en China, el 98% de las películas se proyectan en este sistema, así que aunque en cines occidentales una versión 3D no tuviera éxito la inversión se suele recuperar gracias al territorio chino.
Debido a los excelentes resultados que tuvo el cine 3D, la televisión buscó la manera de hacer que la tridimensionalidad entrase en su área de una forma alcanzable para los usuarios. Empresas como Sony, Samsung y Panasonic empezaron a vender televisores 3D en algunas partes del mundo. También aparecieron reproductores Blu-ray soportando contenido en 3 dimensiones, proyectores DLP y en algunos ordenadores usando tecnología propia de cada fabricante o usando el sistema Nvidia 3D Vision de la compañía de tarjetas gráficas Nvidia. La mayoría de estos sistemas requieren gafas para su visualización.
A pesar del declive de los televisores 3D, los cuales se han dejado de fabricar en todo el mundo excepto en China (donde el 3D está en todos lados), siguen lanzándose películas en 3D en los cines y en Blu-ray 3D. Muchas películas han pasado a rodarse en 2 dimensiones y convertidas posteriormente en posproducción, ya que actualmente produce mejores resultados evitando problemas inherentes rodaje con cámaras 3D. Es posible que nuevas pantallas 3D holográficas de empresas como Ultra-D o Leia traigan de nuevo televisores al mercado mostrando más información que los 2 únicos puntos de vista de los televisores 3D actuales y sin necesidad de gafas o ángulos específicos.